# Fortificación

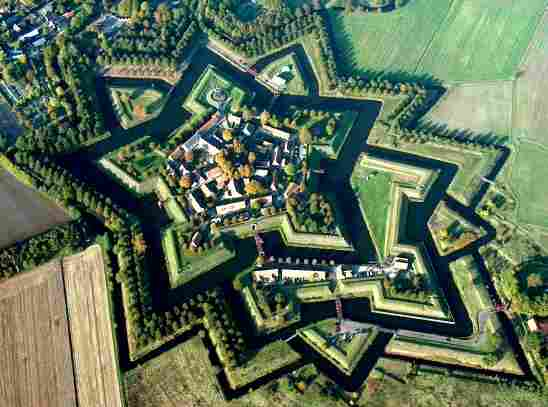
Fortaleza abastionada de Bourtange, provincia de Groninga, Países Bajos. Restaurado a su estado en 1750.

Las fortificaciones (del latín fortificatio -ōnis) son edificaciones militares construidas para servir como defensa en la guerra. El término viene de fortis (fuerte) y facere (hacer). También se utilizan las denominaciones bastión, baluarte y fuerte.
El significado de la palabra fortificación se extiende además a la práctica de incrementar la protección de un lugar por medio de obras defensivas: recintos aislados tras murallas, denominados castillos, ciudadelas, alcázares o plazas fuertes; una o más líneas de murallas propiamente dichas, con o sin torreones en ellas y adarves, buhardas, camisas, matacanes, aspilleras, almenas y parapetos; fosos, barbacanas, torres vigía, también llamadas atalayas; torres exentas o albarranas, castilletes o zafras (castillos pequeños), poternas...
Estas fortificaciones debían tener un diseño que permitiera resistir un largo sitio o asedio facilitado por las artes de la poliorcética, por lo que era frecuente contasen con aljibes para recoger el agua de lluvia y abundantes depósitos de víveres y otros pertrechos. También debía su construcción ser la adecuada para resistir el asalto y ataque de catapultas, almajaneques, pierrières, mangoneles, bricolas, arietes, grúas, torres de asedio, sambucas, túneles de mina y demás artificios de demolición ideados por zapadores e ingenieros militares para expugnarlas; más tarde, tras la invención y divulgación de la pólvora en el renacimiento y la subsecuente de las bombardas o lombardas y cañones más avanzados, las fortificaciones tuvieron que volverse más sinuosas o en forma de estrella con revellines y lunetas para minimizar el efecto de los impactos, algo tan ineficaz ante el poder creciente de la artillería que al cabo granjeó su fin.
Los hombres han edificado obras defensivas durante miles de años, en una gran variedad de complejos diseños como buen y seguro mecanismo de defensa. Quizá uno de los ejemplos de ciudades mejor fortificadas fue Pskov (véase), en Rusia, rodeada de cinco murallas de piedra de forma tal que pudo soportar 26 asedios en el siglo XV. 
Muchas instalaciones militares son conocidas como fuertes, aunque no siempre estén fortificadas. Los fuertes de gran tamaño pueden ser clasificados como fortalezas, los medianos como fuertes y los más pequeños como fortines.
Dentro de la ingeniería militar, la disciplina que se ocupa de construir y expugnar fortificaciones se denomina poliorcética.

## Historia

### Edad Antigua

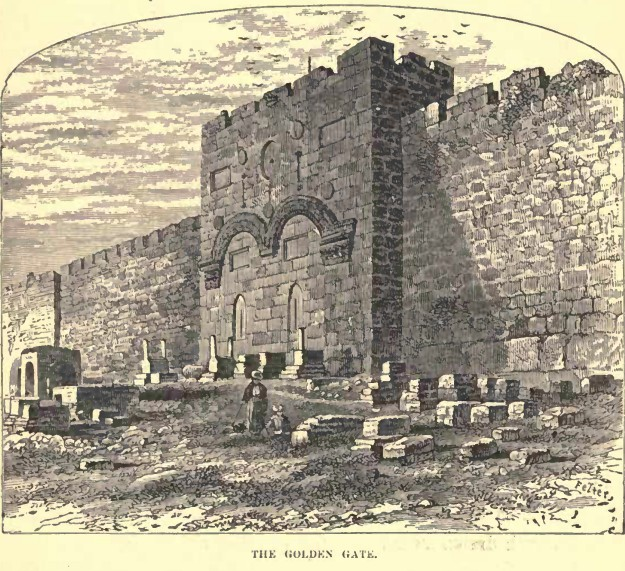
Fortificación de Jerusalén.

Los orígenes del arte de la fortificación se remontan a los tiempos en que se constituía la sociedad y se identifican con la probablemente más antigua de las relaciones internacionales: la guerra. La posibilidad de enfrentarse a multitudes descontroladas de enemigos armados obligó a rodear los pueblos con estacas, paredes de adobe y fosos que al cabo se convirtieron en murallas ciclópeas de piedras provistas de lienzos,  cortinas, torres, etc. Las mejores y más importantes plazas se construían sobre eminencias o terrenos elevados luego llamados ciudadelas o alcázares, baluartes con frecuencia rodeados en parte o totalmente por ríos, precipicios o desfiladeros de forma que la naturaleza contribuyera a aislar el recinto con sus obstáculos. Las de las llanuras o tierras bajas solían contar con dos o tres hileras de fosos e igual número de líneas de defensa. Sus murallas se elevaban a 10, 12 y aún más varas de altura, coronadas de matacanes y almenas. El historiador Polibio cuenta que Siracusa (Sicilia) estaba circundada por fosos de 45 pies de ancho cada uno y 22 de fondo. A Jerusalén, según el historiador judío Flavio Josefo, la cercaban tres muros excepto del lado de los valles que, por ser terreno inaccesible, solo contaba con uno. En la antigüedad estas fortificaciones eran muy frecuentes incluso en ciudades pequeñas, pero el crecimiento urbanístico, junto con la invención de la artillería, fueron desbordándolas y haciéndolas inútiles, por lo que se fueron derribando a lo largo de los siglos hasta que en la actualidad solo subsisten unas pocas como curiosidad arqueológica.
Aun cuando los pueblos más antiguos se fortificaron con hileras de estacas o postes y muros de adobe, la experiencia les proveyó pronto de más conocimientos y mejoraron sus defensas con mampostería en las murallas principales. No les fue desconocida la fábrica con tepes o céspedes, así como el arte de sostener las tierras con fajinas aseguradas y mantenidas con piquetes armando lo alto del muro con coronas de estacas y lo que se llamó después falsabraga. Por lo regular plantaban la estacada delante o después del foso; esto es, al pie de la contraescarpa o de la escarpa. Las murallas no tenían terraplenes ni banquetas y el paso por detrás de ellas era tan estrecho que apenas cabía una fila del soldados; el paso estaba interrumpido de trecho en trecho con cortaduras sobre las que se colocaban puentes provisionales, que se quitaban cuando era preciso. La segunda línea de murallas no debía tener entrada enfrente de la puerta de la primera, sino que se situaba en uno de los flancos y no pocas veces al lado opuesto, de forma que quedase así expuesto el enemigo a los tiros seguros de los soldados que defendían aquellas; si había más líneas, se observaba el mismo sistema.
Los romanos tenían por costumbre acampar siempre en recinto defendido con fuertes de postes y fosos. Los sitiadores también usaban de fortificaciones. Según las circunstancias, establecían una o dos líneas de atrincheramientos defendidas convenientemente. Se circunvalaban las plazas con fosos, blocaos y parapetos, o baluartes modernos construidos para albergar cañones o ametralladoras en hormigón reforzado con varas de hierro y llamados casamatas, y se usaban también contra las tropas de socorro y cuando el sitio se convertía en bloqueo, las líneas llegaban a formar murallas sólidas guarnecidas de trecho en trecho con torres o puestos de defensa. Parece imposible no discurriesen el medio de ir avanzando las trincheras para llegar a cubierto hasta el borde de los fosos: y sin embargo, fue así. Las columnas de ataque marchaban al descubierto, recorriendo un gran espacio en el que eran blanco de los sitiados. Otras veces los soldados, provistos de fajinas, se acercaban a cegar los fosos y subían al asedio, pero siempre sufriendo pérdidas considerables. Los romanos inventaron después los manteletes, pluteos y las formaciones en testudo ("tortuga") que los resguardaban un tanto. Finalmente la necesidad, el peligro y el estudio les enseñaron la oportunidad de los zigzags o ramales de trinchera para aproximarse a la plaza con más seguridad y casi sin quebranto.

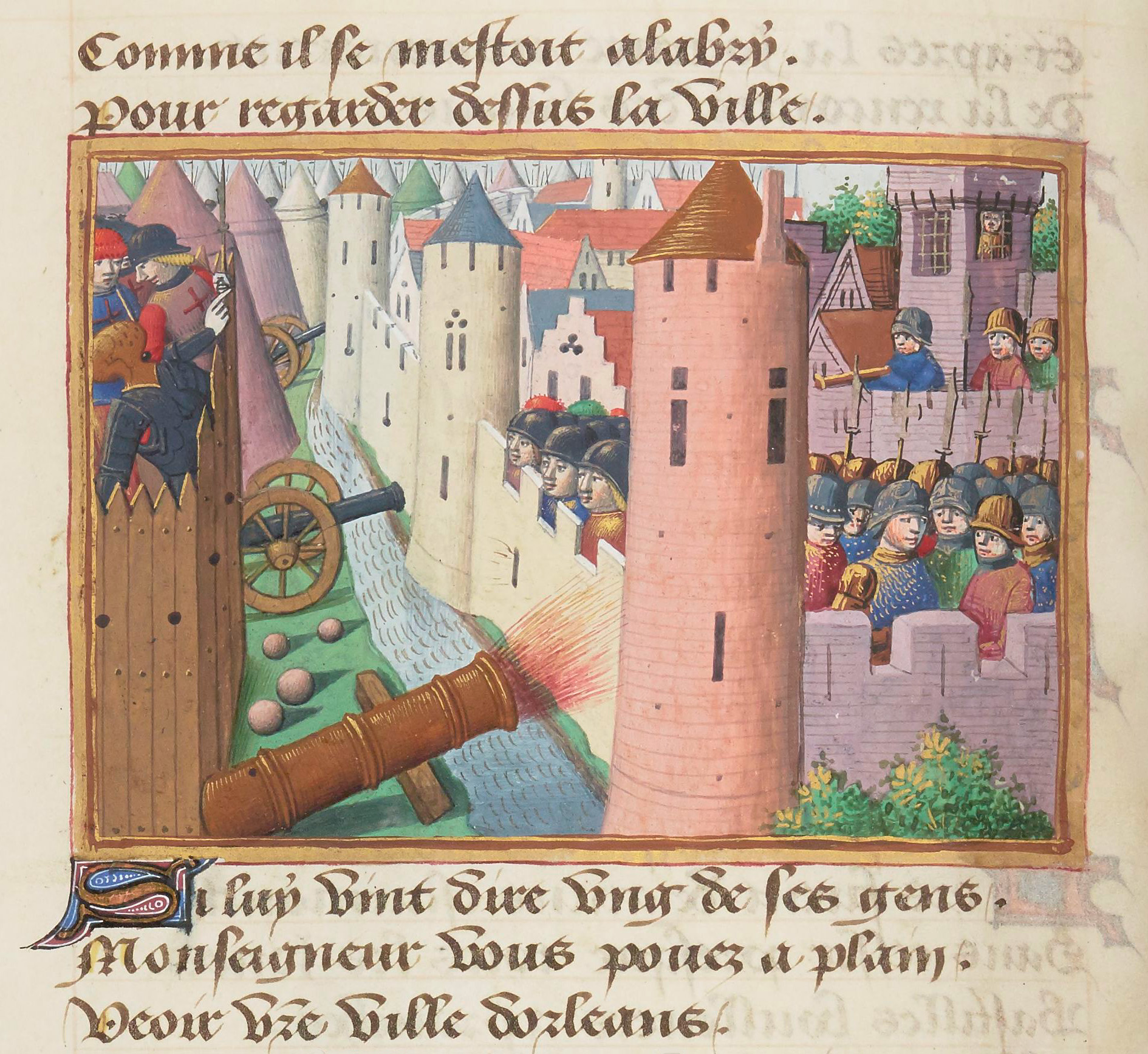
Asedio de Orleans.

### Edad Media
Desde la aparición de la pólvora en la escena militar, la fortificación sufrió variaciones muy importantes. Se sustituyeron las almenas y matacanes por parapetos de tierra a prueba de bala y ante las puertas de las plazas se levantaron baluartes, redientes, barbacanas, etc. y otras obras de tierra sostenidas por un revestimiento de cal y canto, ladrillos, madera o piedra de sillería. Estas fortificaciones retardaban los asaltos y la apertura de brechas. Con el nombre de afueras se establecieron fortificaciones que se consideraban como partes del frente o del recinto. Rodeó el cuerpo de la plaza y obras exteriores una misma contraescarpa, desarrollándose alrededor de la fortaleza un parapeto en forma de glacis de explanada y entre este y la contraescarpa quedó un espacio libre y oculto que se llamó camino cubierto: luego vinieron las obras destacadas, las cortaduras, pozos de lobo, talas de árboles, atrincheramientos y líneas de contraguardia, especie de zapa por la cual el sitiado se aproximaba al enemigo, cayendo sobre los flancos de sus trincheras. 

### Edad Moderna

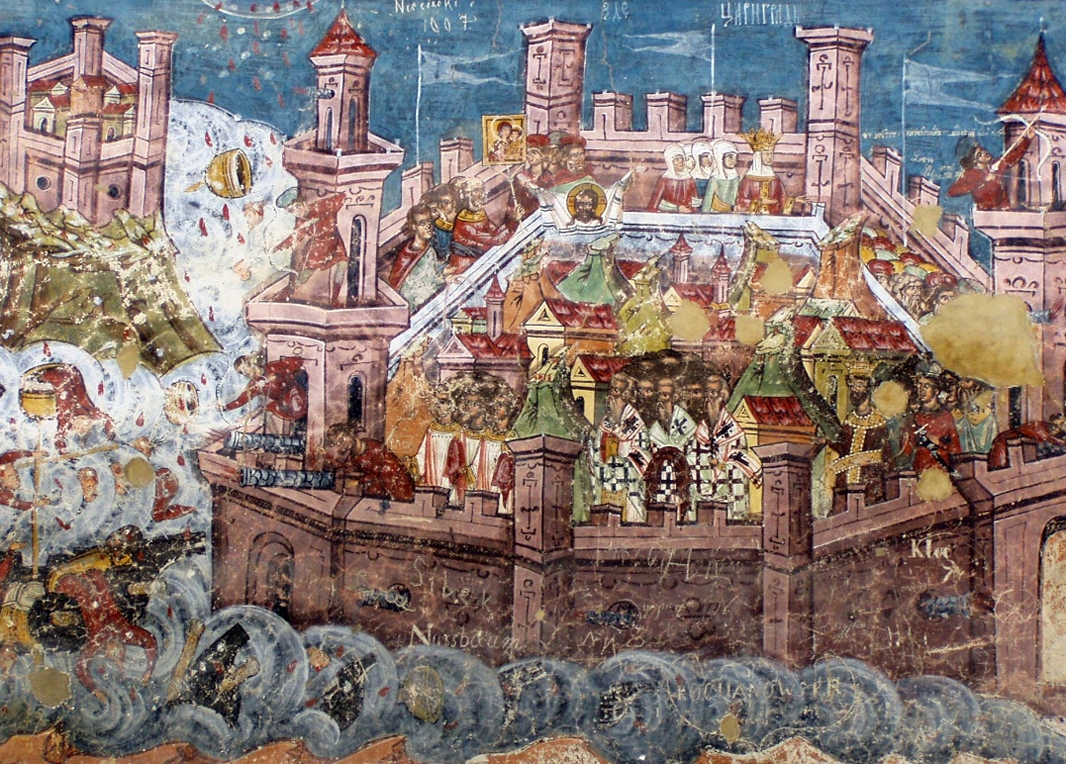
Fortificación de Constantinopla

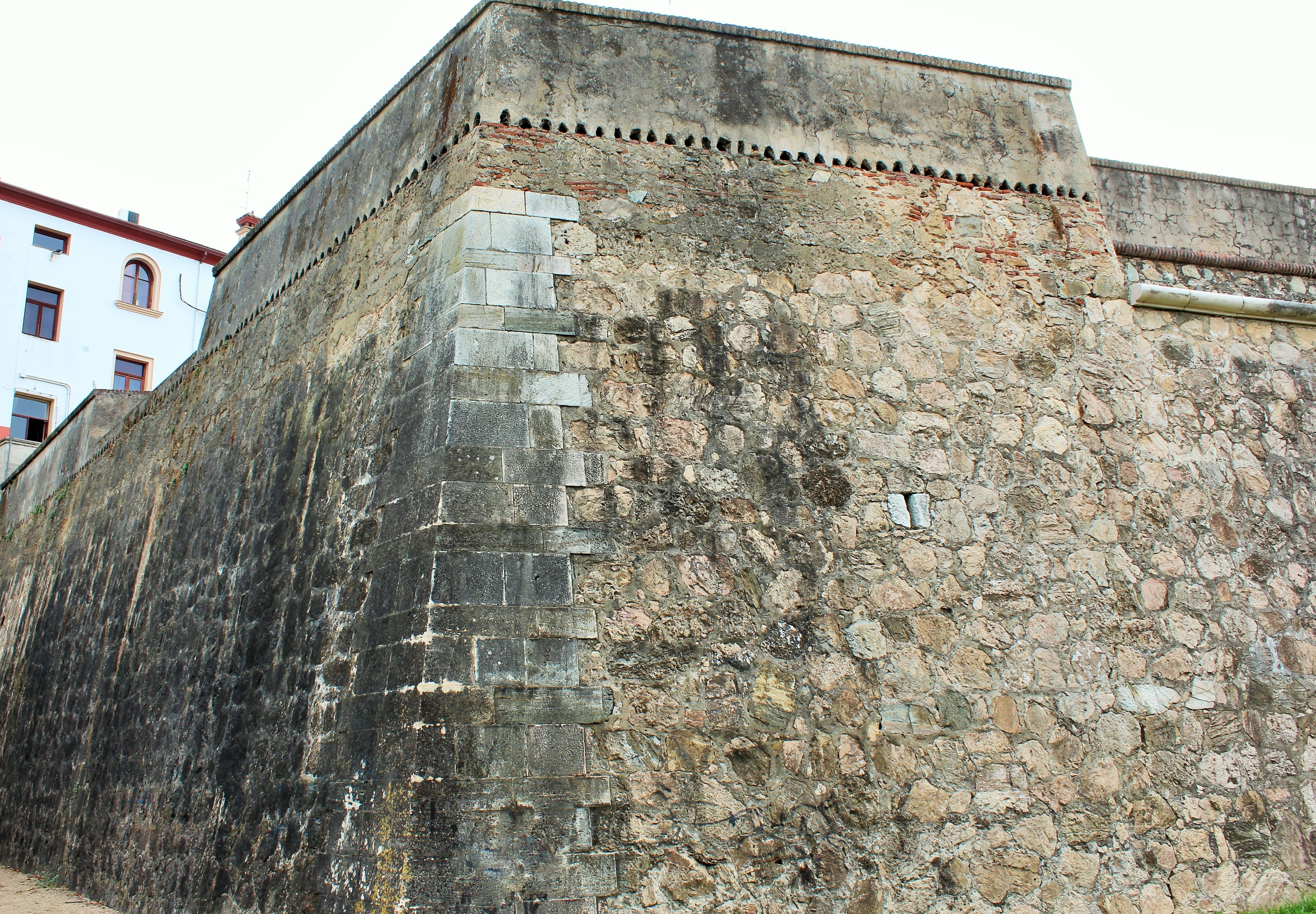
Flanco izquierdo del Baluarte de San Vicente (parte del recinto abaluartado de Badajoz, construido, fundamentalmente, entre los siglos XVII-XVIII).

En 1527 Juan Michelli fortificó Verona con baluartes; en 1543 Hesdios y Landrecies construyeron plazas regulares y baluartadas. Villay empleó la línea de contraataque en la defensa de Rouen (1592). El corredor o camino cubierto conocido ya hacía mucho tiempo recibió mejoras notables: las afueras, las obras exteriores y destacadas prolongaron los sitios durante las guerras civiles de los Países Bajos. En 1618 escribía Stevin el modo de fortificar por medio de esclusas. El sitiador, pues, para entrar en una plaza tenía que llegar a la cresta del glacis, abrir la escarpa, pasar el foso, dar el asalto o establecerse en la brecha bajo el triple efecto de las salidas, de los fuegos y de las contraminas. Después de que se conocieron esta multitud de obras, la fortificación que en la antigüedad tuvo un aspecto único y uniforme, fue susceptible de recibir una multitud de figuras.
Apareció por fin Vauban y su talento desarrolló más medios de atacar y defender las plazas. Acomodó emplear la topografía del terreno a las tácticas de asedio; perfeccionó el uso de ramales de trinchera, inventó la zapa, las plazas de armas, los reductos, las paralelas, el coronamiento del camino cubierto y otros procedimientos. Desde entonces la superioridad del atacante sobre el sitiado fue ya abrumadora: el sitiador pudo presentar siempre un frente más extenso que el atacado sirviéndose de iguales máquinas e idénticos medios de hacer daño que los sitiados. Por medio de los zigzags llegaba con ramales de trincheras hasta el borde de la contraescarpa en donde se colocaba la artillería.
Coehorn, ingeniero neerlandés, fue un digno émulo suyo y luego siguieron otros ingenieros militares como Louis de Cormontaigne, Duvignau, D'Arzón, Boussmard, François de Chasseloup-Laubat y otros célebres ingenieros. Baudoin, Bonnet, André-Joseph Lafitte-Clavé, en sus memorias sobre las fronteras, han buscado los principios de ese arte en el cual Vauban hermanaba la fortificación con la topografía y el arte de la guerra.

### Elementos que pueden componer una fortaleza
|   | Nombre           |    | Nombre        |    | Nombre               |    | Nombre          | Esquema con identificación de los componentes |
| - | ---------------- | -- | ------------- | -- | -------------------- | -- | --------------- | --------------------------------------------- |
| 1 | Flanco           | 10 | Foso          | 19 | Glacis               | 28 | Plaza de Armas  |                                               |
| 2 | Cortina          | 11 | Cuneta        | 20 | Tenaza               | 29 | Camino cubierto |                                               |
| 3 | Garganta         | 12 | Escarpa       | 21 | Media Luna           | 30 | Contraguardia   |                                               |
| 4 | Frente           | 13 | Berma         | 22 | Hornabeque           | 31 | Cortina         |                                               |
| 5 | Línea de defensa | 14 | Muro exterior | 23 | Foso                 | 32 | Tenaza          |                                               |
| 6 |                  | 15 | Plongée       | 24 | Baluarte de orejones | 33 | Tenaza doble    |                                               |
| 7 | Glacis           | 16 | Banqueta      | 25 | Revellín             | 34 | Coronación      |                                               |
| 8 | Camino cubierto  | 17 | Wallgang      | 26 | Baluarte             | 35 | Ciudadela       |                                               |
| 9 | Contraescarpa    | 18 | Muro interior | 27 | Tenaza doble         | 36 |                 |                                               |

Fortificaciones de España en América

### Edad Contemporánea
Los aportes de la fortificación en el siglo XIX consistieron en multiplicar los flancos. En el relieve general se conservó el perfil de Vauban como el único que unía a la economía y sencillez la ventaja de no oponer al fuego enemigo más que tierra, parapetos contra proyectiles y, en las murallas, la circulación y las maniobras de la artillería y las tropas. En el trazado todas las obras se hicieron mayores con el objeto de ser más favorables a dichas maniobras, de poderse colocar allí los traveses y blindajes durante el sitio y por su misma espaciosidad hacer menos peligrosos los efectos de los proyectiles. Con el nombre de desenfilada se redujo a reglas generales el arte con que Vauban, situando sus obras en planos que pasasen por encima de todas las alturas que pudieran dominarlas, protegen sus fortificaciones de los fuegos directos y el admirable método de levantar el plano de un terreno elevado por curvas horizontales permitió poder trazar una fortificación tanto en el interior de un gabinete como sobre el mismo terreno. En la disposición de las obras avanzadas y exteriores se tuvo por objeto a la vez poner a cubierto de los tiros de rebote las principales líneas del recinto, dar a las obras toda la salida posible, sin dejar por esto de estar ligadas a las demás que las protegen, dejar entre ellas espacios inatacables, hacer los ataques sucesivos y sobre todo favorecer las salidas de la guarnición y facilitar el recobro de las partes ya tomadas. Se empezaron a utilizar contra los obuses trincheras y fortificaciones desmontables móviles por medio de sacos de arena (gaviones). Por último, se sujetaron a la fortificación las contraminas, concentrándolas en los puntos en los cuales el sitiador pierde parte de las ventajas que le dan la supresión de contraminas y la violencia de sus hornillos.

## Puerta de fortificación
En el contexto de las edificaciones militares, una puerta de fortificación indica el conjunto formado por una abertura de paso y el elemento que permite cerrar y abrir esta abertura. La función de una puerta de fortificación es parecida a l de una puerta de un hogar o edificio no militar. La diferencia principal consiste en las dimensiones, los materiales y la disposición. Una puerta de fortificación es más resistente y más difícil de forzar que una puerta normal.
El concepto de puerta fortificada es diferente. Una puerta fortificada es una puerta de fortificación que consta de elementos arquitectónicos de protección adicionales.

## Clases de fortificación
Por su naturaleza

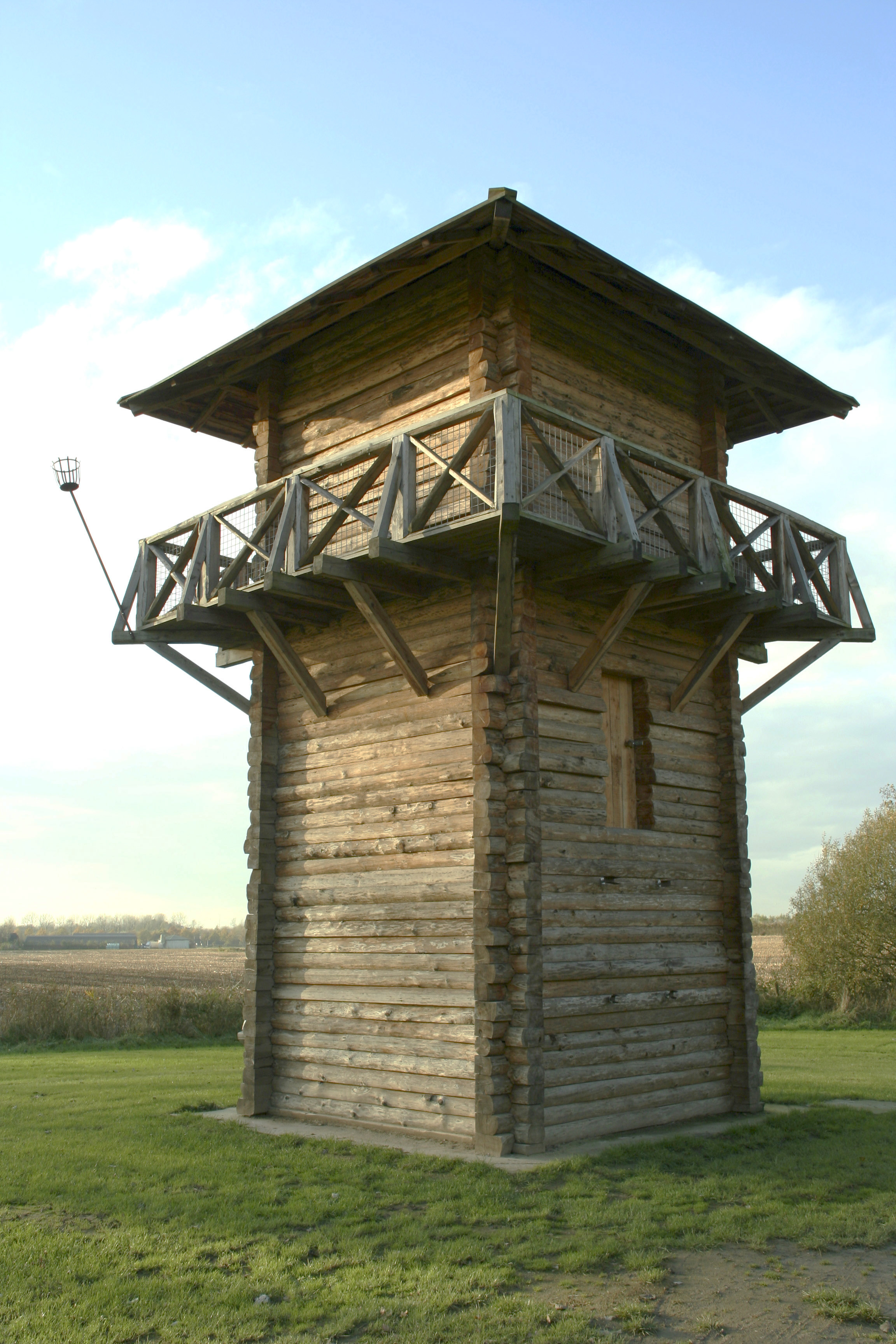
Reconstrucción de una torre de vigilancia romana.

- Artificial: La que por medio del arte se construye sobre un terreno descubierto o un sitio indefenso.
- Natural: La que se debe a la configuración y circunstancias del terreno, aprovechando todos sus recursos y obstáculos naturales.
- Mixta: La que utilizando una posición o las localidades naturalmente fuertes se completa la defensa por medio del arte.
- Subterránea: La que se hace por debajo de la tierra.[4]

Por cronología
- Antigua: La que consistía en un simple recinto compuesto de ángulos entrantes y salientes con varios torreones redondos o cuadrados unidos al muro, cuya distancia se arreglaba al alcance de las armas arrojadizas; esto es, de las que se disparaban con el arco y con la honda. Por la parte superior del muro hacia la plaza, corría una especie de camino o terraplén, sobre el cual se ponían los defensores y dirigían los tiros al enemigo por unas aberturas hechas en el espesor del muro. Los torreones tenían también su terraplén, parapeto y matacanes.
- Moderna: Consiste esta clase de defensa en un común recinto, que es un rampar o terraplén revestido de mampostería o tepes; de un foso que forma una escarpa del lado de la plaza, y de una contraescarpa de parte de la campaña, baluartes, torres bastionadas, etc.

Por su forma
- Angular: Aquella en que se ha seguido el sistema de tenazas en lugar del de bastiones y presenta una continuación de ángulos entrantes y salientes y se compone por consiguiente toda ella de caras y flancos.
- Perpendicular: Aquella cuyas partes de que se compone se flanquean unas u otras por ángulos rectos.
- Irregular: Aquella en que los ángulos y lados del recinto o del polígono son desiguales.
- Regular: La que tiene iguales y correlativos los ángulos del polígono o recinto. Fortificación que se prefiere a la irregular cuando se puede formar un terreno a propósito en el lugar que conviene construirla.

Por su uso
- Defensiva: La que se establece para sostener una plaza contra los ataque de un enemigo fuerte en tropas y en recursos.
- Ofensiva: La que emplea el sitiador para cercar una plaza, acercarse a ella y tomarla.
- De campaña: Esta es la que tiene por objeto el atrincheramiento de los campos, de los puestos, de los pasos de los ríos, etc., y se compone del parapeto con una o dos banquetas, del foso, de la berma o lisera y de un glacis. Algunas suelen tener un anteglacis o explanada. Se emplea generalmente en las ocasiones en que un ejército o cuerpo de él se te atacado por fuerzas numerosas a que no puede contrarrestar.
- Rasante: Obra trazada de modo que saliendo la línea de defensa del ángulo del flanco, pase rasando la cara del baluarte colateral. También se aplica a la fortificación en que la prolongación del glacis cubre exactamente al muro.

Por su duración
- Pasajera o de campaña: La que teniendo por objeto defender puntos de ocupación eventual no constituye un sistema estable sino del momento o por un tiempo determinado, y se construye con fajinas, tierra, toneles, sacos, etc.
- Semipermanente: Es la que, a diferencia de la fortificación pasajera o de campaña, utiliza piedra en algunas partes de las construcciones, diferenciándose de las permanentes o estables en que son menos resistentes y, sobre todo, en que necesitan continuo mantenimiento para prolongar su estado operativo.
- Permanente o Estable: Es la que se emplea en las plazas de guerra de importancia militar y se construyen de mampostería, ladrillo y materiales sólidos de duración y resistencia, según las reglas de la arquitectura militar.